# La Cruz (Argentyna)
La Cruz – miasto w Argentynie, w prowincji Corrientes, stolica departamentu San Martín.
Według danych szacunkowych na rok 2010 miejscowość liczyła 7 133 mieszkańców.